# Seema Biswas
Seema Biswas (hindi: सीमा बिस्वास, ur. 14 stycznia 1965 w Guwahati) – indyjska aktorka filmowa i teatralna z Asamu, nagrodzona Nagrodą Filmfare za Najlepszy Debiut (rola Phoolan Devi w Królowej bandytów, 1994).
Znana z ról silnych kobiet. Nagrodzona też za role w Khamoshi: The Musical, Woda, nominowana do nagród za role w Towarzystwie i Duchu.

## Filmografia
- 2008: Striker – mama Siddhartha
- 2008: Stella – Stella
- 2008: Niebo na ziemi
- 2007: Sofia – The Madam
- 2007: Kamagata Maru
- 2008: Amal – Sapna Agarwal
- 2006: Poślubiona – Rama
- 2006: Shoonya – Pradhan
- 2006: Zindaggi Rocks
- 2005: Woda – Shakuntala
- 2005: Mumbai Godfather
- 2005: The White Land – matka Sudhy
- 2004: Kaya Taran – siostra Agatha
- 2004: Dobara
- 2004: Kochaj albo giń – oficer policji Malti Vaidya
- 2004: Hanan – Mrs. Heeralal
- 2003: Boom – Bharti
- 2003: Duch – Bai
- 2003: Pinjar – szalona kobieta
- 2002: Deewangee – psychiatra
- 2002: Towarzystwo – Ranibai
- 2002: Ghaav: The Wound – Tanya
- 2001: Dhyasparva – Malati Karve
- 1999: Bindhaast – oficer
- 1999: Samar – Dulari
- 1998: Hazaar Chaurasi Ki Maa – matka Somu
- 1996: Khamoshi: The Musical – Flavy J. Braganza
- 1994: Królowa bandytów – Phoolan Devi